# Хіґасі-Омі
Хіґасіомі (яп. 東近江市, хіґасі-омі сі) — місто в Японії, у східній частині префектури Сіґа. Засноване 11 лютого 2005 року шляхом об'єднання таких населених пунктів:
- міста Йокаіті (八日市市),
- містечка Ейґендзі повіту Кандзакі (神崎郡永源寺町),
- містечка Ґокасьо (五個荘町),
- містечка Айто повіту Еті (愛知郡愛東町),
- містечка Кото (湖東町).

1 січня 2006 року місто Хіґасіомі розрослося шляхом поглинання:
- містечка Нотоґава повіту Кандзакі (神崎郡能登川町),
- містечка Ґамо повіту Ґамо (蒲生郡蒲生町).

Територія сучасного міста Хіґасіомі відома багатьма стародавніми буддистськими храмами. Серед них Ейґендзі (永源寺), Хякусайдзі (百済寺), Ісітодзі (石塔寺) та інші. Старожитності Хіґасіомі були оспівані у давніх японських піснях і віршах.